# Carl Jonas Love Almqvists samlade verk
Carl Jonas Love Almqvists Samlade Verk initierades av Almqvistsällskapet och utges av Svenska Vitterhetssamfundet och planeras omfatta minst 55 volymer. 

## Samlade Verk, utgivna av Svenska Vitterhetssamfundet (1993—)
C.J.L. Almqvists Samlade Verk började utges 1993 och består av en huvudserie och fyra underserier: Serie 2 Journalistik, Serie 3 Otryckta verk, Serie 4 Brev och Serie 5 Läroböcker. Förutom i tryckta volymer, publiceras delarna även digitalt i Litteraturbanken. I förteckningen nedan har de volymer som finns att tillgå digitalt länkats. Samlade Verk är en textkritisk utgåva, vilket innebär att inga språkliga moderniseringar har gjorts. 
För under Almqvists livstid tryckta verk har huvudprincipen för val av grundtext, det vill säga den text som väljs som utgångspunkt vid textetableringen, varit att etablera texten efter den upplaga som först mötte en publik, vanligtvis den första upplagan. Några verk har versionerats, det vill säga utgivits i två eller flera versioner. Verk som inte publicerats under Almqvists livstid utges med det handskrivna manuskriptet som grundtext.
Varje enskild volym innehåller en inledning med redogörelse för tillkomst, mottagande, Almqvists egna uttalanden om verket (eller verken) samt forskning. Varje volym avslutas med en textkritisk kommentar – med redogörelse för textläge, textetableringsprinciper, manuskriptbeskrivning (där manuskript utgjort grundtext), bibliografisk beskrivning (gäller tryckta verk), redogörelse för utgivarens ändringar i förhållande till originalet och variantredovisning – samt ord- och sakförklaringar.
Huvudredaktörer
- 2018- Petra Söderlund
- 2006–2017 Johan Svedjedal
- 1993–2005 Bertil Romberg

### Huvudserie
- 1, Allmänna principer ; register [Redaktionell volym] (outgivet)
- 2, Tryckta verk 1814-1822 / texten redigerad och kommenterad av Paula Henriksson. 2017. Libris 21735912. ISBN 9789172301849. https://litteraturbanken.us17.list-manage.com/track/click?u=eff7c8cc82e09eba304a188fb&id=82bf3732ac&e=b04a2daaf5
- 3, Estetiska, filosofiska och akademiska avhandlingar 1831-1838 / texten redigerad och kommenterad av Jon Viklund. 2010. Libris 18150751. ISBN 978-91-7230-156-6. https://litteraturbanken.se/forfattare/AlmqvistCJL/titlar/SamladeVerk3/info
- 4, Amorina : den förrykta frökens lefnadslopp och sällsynta bedrifter / texten redigerad och kommenterad av Bertil Romberg. 2002. Libris 12053353. https://litteraturbanken.se/forfattare/AlmqvistCJL/titlar/SamladeVerk4/info
- 5-9, Törnrosens bok  : duodesupplagan
  -  5, Band 1-3 / texterna redigerade och kommenterade av Olof Holm och Petra Söderlund. 2003. Libris 12053434. https://litteraturbanken.se/forfattare/AlmqvistCJL/titlar/SamladeVerk5/info
  -  6, Band 4, Drottningens juvelsmycke (1834) / texten redigerad och kommenterad av Lars Burman. 2002. Libris 12053441. https://litteraturbanken.se/forfattare/AlmqvistCJL/titlar/SamladeVerk6/info
  -  7, Band 5-7 / texterna redigerade och kommenterade av Bertil Romberg. 1998. Libris 12053503. https://litteraturbanken.se/forfattare/AlmqvistCJL/titlar/SamladeVerk7/info
  -  8, Band 8-11 / texterna redigerade och kommenterade av Bertil Romberg. 1996. Libris 10916482. https://litteraturbanken.se/forfattare/AlmqvistCJL/titlar/SamladeVerk8/info
  -  9, Band 12-14 / texterna redigerade och kommenterade av Bertil Romberg. 1997. Libris 10916521. https://litteraturbanken.se/forfattare/AlmqvistCJL/titlar/SamladeVerk9/info
- 10–15, Törnrosens Bok : imperialoktavupplagan (1–3). Hittills utgivet:
  -  14, Band 3:1 / texterna redigerade och kommenterade av Bertil Romberg. 2005. Libris 13455361. https://litteraturbanken.se/forfattare/AlmqvistCJL/titlar/SamladeVerk14/info
- 16, Om svenska uppfostringsväsendet / texten redigerad och kommenterad av Lars Burman. 2007. Libris 18150768. ISBN 978-91-7230-137-5. https://litteraturbanken.se/forfattare/AlmqvistCJL/titlar/SamladeVerk16/info
- 17, Ordbok öfver svenska språket i dess närvarande skick / texten redigerad och kommenterad av Sven-Göran Malmgren. 2013. Libris 14745732. https://litteraturbanken.se/#!forfattare/AlmqvistCJL/titlar/SamladeVerk17/info/faksimil
- 18, Amorina eller Historien om de fyra / texten redigerad och kommenterad av Bertil Romberg. 2000. Libris 11194387. https://litteraturbanken.se/forfattare/AlmqvistCJL/titlar/SamladeVerk18/info
- 19, Menniskoslägtets saga, eller Allmänna werldshistorien förenad med geografi. D. 1, Det stora Asien, eller det inre och egentliga Österlandet, i äldre och nyare tider / texten redigerad och kommenterad av Jon Viklund. 2002. Libris 11194416. https://litteraturbanken.se/forfattare/AlmqvistCJL/titlar/SamladeVerk19/info
- 20, Folkskrifter (outgivet)
- 21, Det går an ; Hvarför reser du? : (1838 års versioner) / texterna redigerade och kommenterade av Johan Svedjedal. 1993. Libris 10910442. https://litteraturbanken.se/forfattare/AlmqvistCJL/titlar/SamladeVerk21/info
- 22, Det går an / texten redigerad och kommenterad av Johan Svedjedal. Stockholm: Svenska vitterhetssamfundet. 2011. Libris 12296349. ISBN 978-91-7230-158-0. https://litteraturbanken.se/forfattare/AlmqvistCJL/titlar/SamladeVerk22/sida/III/etext?om-boken - Originalupplaga 1839.
- 23, Amalia Hillner / texten redigerad och kommenterad av Lars Burman. 1995. Libris 10916471. https://litteraturbanken.se/forfattare/AlmqvistCJL/titlar/SamladeVerk23/info
- 24, Gabrièle Mimanso / texten redigerad och kommenterad av Dag Hedman. 2012. Libris 13474445. ISBN 978-91-7230-163-4
- 25, Tre fruar i Småland / texten redigerad och kommenterad av Lars Burman. 1998. Libris 11335358. https://litteraturbanken.se/forfattare/AlmqvistCJL/titlar/SamladeVerk25/info
- 26, C.J.L. Almqvist. Monografi / texten redigerad och kommenterad av Bertil Romberg. 1995. Libris 10916467. https://litteraturbanken.se/forfattare/AlmqvistCJL/titlar/SamladeVerk26/info
- 27, Smaragdbruden : följderna af ett rikt nordiskt arf / texten redigerad och kommenterad av Bertil Romberg. 2001. Libris 12054011. https://litteraturbanken.se/forfattare/AlmqvistCJL/titlar/SamladeVerk27/info
- 28, De dödas sagor (outgiven)
- 29, Syster och bror : en af Stockholms hemligheter / texten redigerad och kommenterad av Lars Burman. 1999. Libris 12054126. https://litteraturbanken.se/forfattare/AlmqvistCJL/titlar/SamladeVerk29/info
- 30, Herrarne på Ekolsund, Del 1-2 / texten redigerad och kommenterad av Anders Öhman. 1997. Libris 10916529. https://litteraturbanken.se/forfattare/AlmqvistCJL/titlar/SamladeVerk30/info
- 31, Herrarne på Ekolsund, Del 3 / texten redigerad och kommenterad av Anders Öhman. 1997. Libris 10916524. https://litteraturbanken.se/forfattare/AlmqvistCJL/titlar/SamladeVerk31/info
- 32, Strödda skrifter (outgivet)
- 33, Musik (outgivet)

### Serie 2 Journalistik
- Journalistik 1832–1851 (outgivet)

### Serie 3 Otryckta verk
- 1, Otryckta verk 1806-1817 / texten redigerad och kommenterad av Petra Söderlund. 2006. Libris 18150786. ISBN 91-7230-126-0. https://litteraturbanken.se/forfattare/AlmqvistCJL/titlar/SamladeVerkIII-1/info
- 2, Karmola / texten redigerad och kommenterad av Petra Söderlund. 2010. Libris 18150754. ISBN 9789172301535. https://litteraturbanken.se/forfattare/AlmqvistCJL/titlar/SamladeVerkIII-2/info
- 3, Murnis : idyllion / texten redigerad och kommenterad av Petra Söderlund. 2018. Libris gqh4l6bpdl765n2b. ISBN 9789172301887. https://litteraturbanken.se/forfattare/AlmqvistCJL/titlar/SamladeVerkIII-3/sida/III/faksimil?om-boken
- 4–6, Otryckta verk (outgivet)
- 7, Om Svenska Rim. Bok 1–5 / texten redigerad och kommenterad av Per Mårtenson m.fl., Stockholm: Svenska Vitterhetssamfundet 2013. Libris
- 8–11, Om Svenska Rim. Bok 6–21
- 12, Blandade skrifter i landsflykten (outgivet)

### Serie 4 Brev
Outgivna.

### Serie 5 Läroböcker (faksimiltryck)
Outgivna.

## Samlade skrifter under redaktion av Fredrik Böök (1920—1938)
En tidigare fullständig utgivning av Almqvists samlade skrifter påbörjades 1920 under redaktion av Fredrik Böök. Utgåvan skulle omfatta 32 band, men projektet avbröts i förtid 1938. Då hade 21 volymer hunnit publiceras.
- Samlade skrifter : första fullständiga upplagan, med inledningar, varianter och anmärkningar / under redaktion av Fredrik Böök ; utgiven av Olle Holmberg ... Stockholm: Bonnier. 1920-1938. Libris 53588
  -  Del 1, Ungdomsskrifter, 1  : diktning före 1820. 1938. Libris 53589
  -  Del 2, Ungdomsskrifter, 2  : avhandlingar och tal. 1926. Libris 53590
  -  Del 3, Guldfågel i paradis ; Rosaura ; Amorina. 1921. Libris 53591
  -  Del 4, Filosofiska och estetiska avhandlingar. 1921. Libris 53592
  -  Del 5, Törnrosens bok, Band 1-3. 1920. Libris 53603
  -  Del 6, Törnrosens bok, Band 4. 1921. Libris 53604
  -  Del 7, Törnrosens bok, Band 5-7. 1921. Libris 53593
  -  Del 8, Törnrosens bok, Band 8-10. 1921. Libris 53594
  -  Del 9, Törnrosens bok, Band 11-13. 1921. Libris 53595
  -  Del 10, Amorina eller Historien om de fyra. 1929. Libris 53605
  -  Del 12, Folkskrifter. 1920. Libris 53606
  -  Del 13, Törnrosens bok, Imperialoktavupplaga, Band 1. 1922. Libris 53596
  -  Del 14, Törnrosens bok, Imperialoktavupplaga, Band 2:1. 1922. Libris 53597
  -  Del 15, Törnrosens bok, Imperialoktavupplaga, Band 2:2. 1922. Libris 53607
  -  Del 16, Törnrosens bok, Imperialoktavupplaga, Band 3. 1922. Libris 53608
  -  Del 17, Törnrosens bok, Imperialoktavupplaga, Band 4 ; Efterlämnade berättelser och utkast. 1922. Libris 53609
  -  Del 23, Amalia Hillner. 1932. Libris 53598
  -  Del 24, Gabrièle Mimanso  : sista mordförsöket emot konung Ludvig Filip i Frankrike, hösten 1840. 1925. Libris 53599
  -  Del 25, Tre fruar i Småland. 1927. Libris 53600
  -  Del 28, Smaragdbruden. 1929. Libris 53601
  -  Del 29, Syster och bror ; Själarnes ängel ; Herr Lauritz och lilla Karin. 1923. Libris 53602